# Nicolás Osorio
Nicolás Osorio (Madrid, 13 febbraio 1793 – Madrid, 31 gennaio 1866) è stato un nobile spagnolo.

## Biografia
Era il figlio di Manuel Miguel Osorio, e della sua seconda moglie, María de las Mercedes de Zayas Benavides Manuel de Lando.

## Carriera
Durante la sua vita ha ricoperto diversi incarichi: fu senatore vita, membro della Cavalleria Reale di Siviglia, Mayordomo mayor di Francesco d'Assisi di Borbone-Spagna, Mayordomo mayor dell'infanta Isabella di Borbone-Spagna, gentiluomo da camera di Isabella II di Spagna e precettore di Alfonso XII di Spagna.

## Matrimonio
Sposò, il 12 settembre 1822, Inés Francisca de Silva-Bazán (21 gennaio 1806-11 novembre 1865), figlia di José Gabriel de Silva. Ebbero sette figli:
- Inés Osorio (11 settembre 1823-15 dicembre 1823);
- José Osorio (04 aprile 1825-30 dicembre 1909);
- Joaquín Pérez Osorio (31 maggio 1826-26 aprile 1857);
- Luis Osorio (25 agosto 1827-2 novembre 1835);
- Manuel Osorio (3 agosto 1829-2 novembre 1835);
- María Cristina Osorio (1831-7 gennaio 1832);
- Francisco Osorio (23 luglio 1833-4 giugno 1844).

## Morte
Morì il 31 gennaio 1866 a Madrid.